# Jurklošter
Jurklošter este o localitate din comuna Laško, Slovenia, cu o populație de 71 de locuitori.